# Shock Troopers
Shock Troopers ist eine italienische Crossover-Band aus Palermo, die im Jahr 2001 gegründet wurde.

## Geschichte
Die Band wurde im Jahr 2001 von Schlagzeuger Stefano, Gitarrist Fabrizio „Metal Pig“, Bassist Mario Cusimano und Sänger Vincenzo Librici gebildet. Anfangs spielte sie noch Punk-Rock, dem die Musik von The Misfits, The Ramones und Motörhead als Einflüsse zu Grunde lag. Im Jahr 2002, nach einigen Auftritten in Palermo, übernahm Claudia den Bass, sodass Cusimano zur Gitarre wechselte. Auch die Musik änderte sich, sodass diese nun mehr der von Dirty Rotten Imbeciles, Stormtroopers of Death, alten Stücken von Agnostic Front und Suicidal Tendencies ähnelte.
Später stießen mit Luigi Turchetti ein neuer Schlagzeuger und Fabietto als neuer Bassist zur Band. Diese Besetzung hatte zwei Jahre lang Bestand und die Band spielte einige lokale Auftritte zusammen mit einigen kleinen italienischen und sizilianischen Bands.
Im Februar 2004 nahm die Band ihr erstes Demo namens Bad Reality auf. Im Jahr 2005 wurde Schlagzeuger Luigi Turchetti kurzzeitig durch Morgan ersetzt, ehe dieser durch Giorgio Piparo ersetzt wurde. Im Sommer desselben Jahres verließ Bassist Fabietto die Band auch. Andrea Arrigo übernahm von nun an den Bass. Es folgten einige weitere Auftritte, unter anderem auch mit Hatework. Im Juni 2006 betrat die Band die Circle of Power Studios in Palermo und veröffentlichte ihr Debütalbum mit dem Namen Shock Troopers selbst im Jahr 2007. Anfang 2008 erreichte die Band einen Vertrag mit Punishment 18 Records. Das erste Album bei diesem Label wurde unter dem Namen Blades and Rods im Februar 2010 veröffentlicht.

## Stil
Die Band spielt eine Mischung aus Thrash Metal und Crossover. Die Geschwindigkeit der Stücke ist durchgehend hoch. Shock Troopers wird mit anderen Bands wie Municipal Waste, Dirty Rotten Imbeciles, Stormtroopers of Death und den frühen Suicidal Tendencies verglichen.

## Diskografie
- 2004: Bad Reality (Demo, Eigenveröffentlichung)
- 2006: Promo 2006 (Demo, Eigenveröffentlichung)
- 2007: Shock Troopers (Album, Eigenveröffentlichung)
- 2010: Blades and Rods (Album, Punishment 18 Records)